# شلاطه
شلاطه (به عربی: شلاطة) یک شهرداری در الجزایر است که در استان بجایه واقع شده‌است.